# Michel Knuysen
Michel Jules Lodewijk Knuysen (ur. 25 października 1929 w Wijnegem, zm. 6 maja 2013 w Antwerpii) – belgijski wioślarz, srebrny medalista olimpijski.
Wystąpił na igrzyskach olimpijskich w Helsinkach w 1952 roku, gdzie wspólnie z Bobem Baetensem zdobył srebrny medal w dwójkach bez sternika. W finale o 2,8 sekundy przegrali z osadą USA, a o 9,2 sekund wyprzedzili osadę Szwajcarii. Na rozgrywanych cztery lata później igrzyskach olimpijskich w Melbourne w tej samej konkurencji Belgowie odpadli w repasażach pierwszej rundy.
W dwójkach bez sternika zdobył ponadto złoto na mistrzostwach Europy w Mâcon (1951), srebro na mistrzostwach Europy w Kopenhadze (1953) i mistrzostwach Europy w Gandawie (1955) oraz brąz na mistrzostwach Europy w Bledzie (1956).
Po zakończeniu kariery prowadził firmę produkującą żagle.